# Procureur général d'Iran
Le procureur général d'Iran (ou procureur général) est une personnalité du système judiciaire iranien. Il est nommé par le chef du pouvoir judiciaire en consultation avec les juges de la Cour suprême pour une période de cinq ans.
Chef du bureau du procureur général, il supervise les parquets du pays. En tant que chef du ministère public de l'État, il a la responsabilité exécutive de l'application de la loi, des poursuites, de l'établissement des priorités dans les audiences des affaires.

## Liste des procureurs généraux récents
| Nom | Nom                              | Dates de naissance et décès | Début de mandat | Fin de son mandat | Nommé par                 |
| --- | -------------------------------- | --------------------------- | --------------- | ----------------- | ------------------------- |
| 1   | Fathollah Banisadr               | 1931–1996                   | 1979            | 1980              | Asadollah Mobasheri       |
| 2   | Abdul-Karim Mousavi Ardebili     | 1926–2016                   | 1980            | 1981              | Ruhollah Khomeini         |
| 3   | Mohammad-Mehdi Rabbani Amlashi   | 1937–1985                   | 1981            | 1983              | Ruhollah Khomeini         |
| 4   | Yousef Saanei                    | 1937-2020                   | 1983            | 1985              | Ruhollah Khomeini         |
| 5   | Mohammad Mousavi Khoeiniha       | 1942–                       | 1985            | 1991              | Ruhollah Khomeini         |
| 6   | Mohammad Reyshahri               | 1947-2022                   | 1991            | 1993              | Mohammad Yazdi            |
| 7   | Abolfazl Mousavi Tabrizi (en)    | 1949–2003                   | 1993            | 1996              | Mohammad Yazdi            |
| 8   | Morteza Moghtadai (en)           | 1936–                       | 1997            | 2002              | Mohammad Yazdi            |
| 9   | Abdolnabi Namazi (en)            | 1944–                       | 2002            | 2004              | Mahmoud Hashemi Shahroudi |
| 10  | Ghorbanali Dorri-Najafabadi (en) | 1949–                       | 23 août 2004    | 24 août 2009      | Mahmoud Hashemi Shahroudi |
| 11  | Gholam-Hossein Mohseni-Eje'i     | 1954–                       | 24 août 2009    | 23 août 2014      | Sadeq Larijani            |
| 12  | Ebrahim Raïssi                   | 1959–                       | 23 août 2014    | 6 mars 2016       | Sadeq Larijani            |
| 13  | Mohammad Jafar Montazeri (en)    | 1949–                       | 1er avril 2016  | en poste          | Sadeq Larijani            |